# Hélio do Soveral
Hélio do Soveral Rodrigues de Oliveira Trigo, mais conhecido como Hélio do Soveral (Setúbal, 30 de setembro de 1918 — Brasília, 21 de março de 2001) foi um prolífico radialista e escritor de literatura infanto-juvenil e pulp brasileiro, publicou dezenas de livros que se tornaram muito populares nas décadas de 1970 e 1980. Usou os pseudônimos Alexeya Slovenskaia Rubenitch, Allan Doyle, Clarence Mason, Ell Sov, Frank Rougler, Gedeão Madureira, Hélio do Soveral, Irani de Castro, John Key, K.O. Durban, Louis Brent, Luiz de Santiago, Maruí Martins, Sigmund Gunther, Stanley Goldwin, Tony Manhattan, Yago Avenir dos Santos, W. Tell.

## Vida de Hélio do Soveral
Hélio do Soveral Rodrigues de Oliveira Trigo nasceu em Setúbal em 1918, filho de Carlos de Oliveira Trigo e sua mulher, Maria Leonilde de Soveral Rodrigues. Foi para o Brasil, onde se casou com D. Celina. Residiu em Copacabana, Rio de Janeiro, por cerca de sessenta anos, até que se mudou para Brasília, onde tinha a companhia da filha Anabelí, funcionária da Câmara dos Deputados. Alguns meses depois de se mudar para a capital, em 21 de março de 2001, Hélio do Soveral morreu atropelado por uma moto, aos 82 anos de idade. 
Chegou a escrever cerca de 230 livros, além de várias novelas para o rádio e peças teatrais. Aliás, consta que Hélio foi um dos pioneiros da Rádio Nacional do Rio de Janeiro. Foi também redator de programas de Haroldo de Andrade, no rádio e na televisão.

## O escritor
Iniciou a carreira aos 17 anos em 1935, no "Suplemento Policial do jornal carioca A Nação, onde publicou contos policiais.
Em 1941, publicou o romance O Segredo de Ahk-Manethon nas páginas da revista em quadrinhos Mirim de Adolfo Aizen.
Nos anos 1970, a Editora Tecnoprint (hoje Ediouro) começou a investir bastante em livros com um formato reduzido, conhecidos como livros de bolso, ou edições de bolso. Tais livros nessas edições se tornaram uma verdadeira febre na época, e incontáveis coleções foram lançadas nesse formato. Hélio do Soveral, então, lançou dezenas de livros infanto-juvenis.
Três de suas principais e mais famosas séries, publicadas durante as décadas de 1970 e 1980, são:
- Os Seis - Série infanto-juvenil, publicada nas décadas de 1970 e 1980, escrita por Hélio do Soveral, que em alguns títulos usa o pseudônimo de Irani de Castro. A série é protagonizada por Zé Luís, Dudu, Marilene, Anete, Beto-Ferrugem e o cãozinho Saci, que juntos formam a "Sociedade Secreta dos Seis" (SS6). No total, foram publicados dezenove livros da coleção Os Seis: em cada livro uma aventura diferente da turma.
- Missão Perigosa - Outra série infanto-juvenil escrita por Hélio do Soveral, que narrava as aventuras da dupla Ju-Ju – Júlio César e Jussara –, um casal de jovens repórteres brasileiros que fazem a cobertura jornalística de diversos casos misteriosos pelo mundo afora. Ao escrever Missão Perigosa, Hélio do Soveral usou também o pseudônimo de Yago Avenir.
- A Turma do Posto 4 - Série escrita por ele, a partir de 1973. Era protagonizada por uma turma de garotos: Lula, Príncipe, Pavio-Apagado, Cidinha e Carlão, que, juntos, desvendavam os mais complicados mistérios. Hélio do Soveral usou o pseudônimo de Luiz de Santiago ao escrever esta série, que teve 35 títulos diferentes, também em formato "livro de bolso".

Escreveu outros livros como: Bira e Calunga na Floresta de Cimento, sob o pseudônimo de Gedeão Madureira, e Zezinho Sherlock em Dez Mistérios para Resolver.
Hélio também é o criador da série pulp protagonizada por K.O. Durban, o homem que protagonizou as mais inusitadas aventuras de espionagem, na década de 1960 e Spectre (assinado como Ell Sov), ambos pela Editora Monterrey.

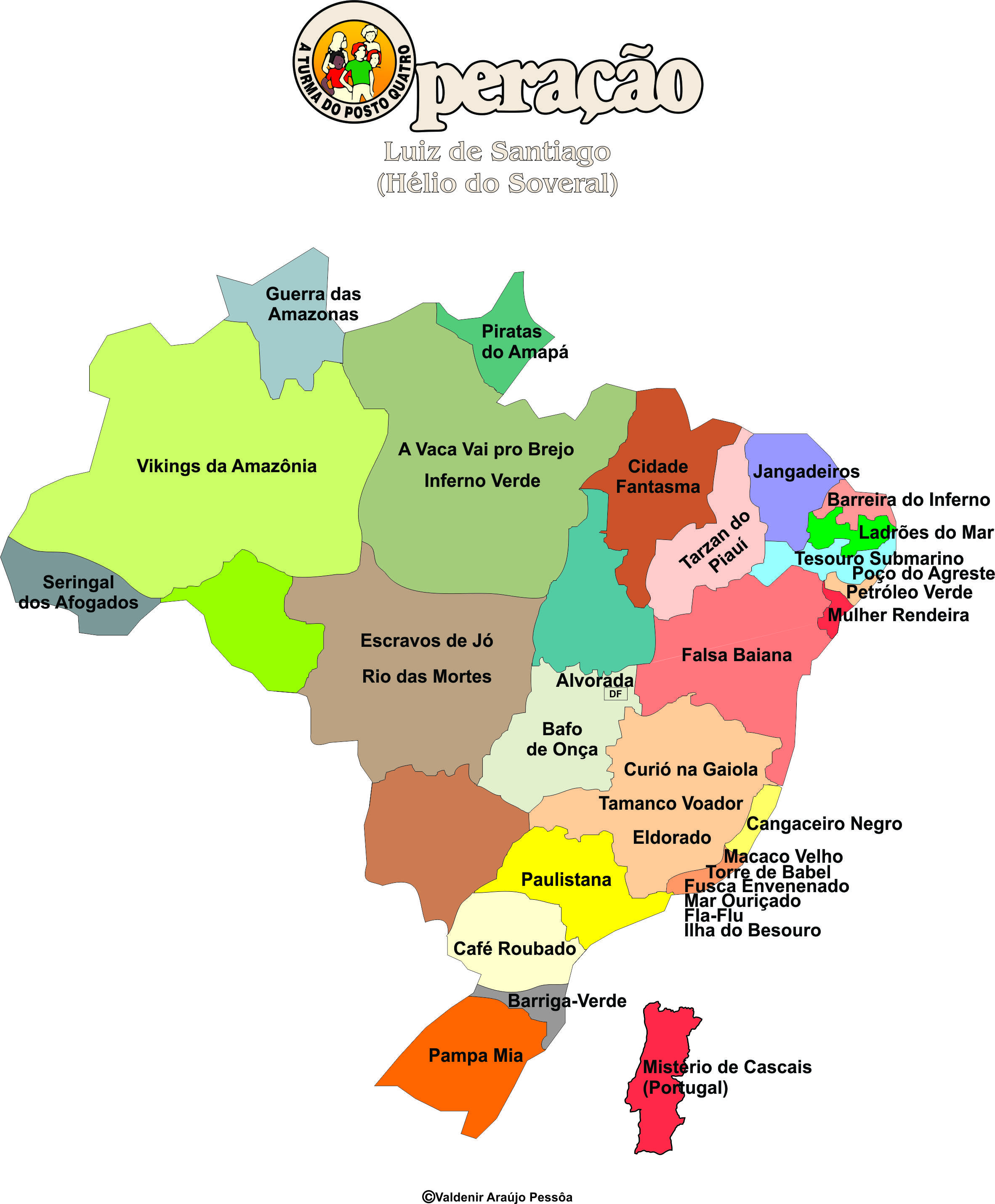
As Aventuras da Turma do Posto Quatro pelo Brasil e pelo Mundo

### Série A Turma do Posto Quatro

As 35 Capas Originais da Série "A Turma do Posto Quatro"

As 35 Capas das Novas Edições da Série "A Turma do Posto Quatro"